# Szász Nemzeti Bank
A Szász Nemzeti Bank (németül: Sächsische Nationalbank vagy Burzenländer Bank) egy 1899-ben alapított, brassói székhelyű pénzintézet volt. Céljául azt tűzte ki, hogy biztosítsa az erdélyi szászok politikai szerepvállalásához szükséges gazdasági hátteret.

## Története
A területi autonómiájukat és kiváltságaikat elveszítő, a többségi társadalomtól viszonylagos elszigeteltségben élő erdélyi szászok a 19. században megpróbálkoztak egy politikai érdekképviseletüket biztosító intézményrendszer kialakításával. Ennek első lépéseként 1876-ban létrehozták a Szász Néppártot, mely szilárd keretet teremtett az országos politikában való szerepvállalásnak. A politikai fellépéshez szükséges önálló gazdasági hátteret a szász pénzintézetek teremtették meg, ezek közül a legjelentősebbek a földhitelintézet (Bodencreditanstalt) és a nagyszebeni és a brassói takarékpénztárak voltak.
Az egyik ilyen intézmény a Szász Nemzeti Bank volt. Létrehozását Karl Lurtz, Karl Schnell, és Karl Flechtenmacher, a Brassóban tevékenykedő „zöldszászok” vezetői javasolták. Az alapítást a vámháború okozta üzleti pangással és a brassói takarékpénztár melletti önálló működés lehetőségeivel indokolták, a politikai megfontolásokról nem ejtettek szót.
Az 1899-ben alapított bank első székhelye Brassóban, a Kapu utca 3. szám alatt volt, első elnöke Oskar Tellmann. Nem sokkal megalakulása után fiókot alapított Nagykikindán a bánsági svábok mozgalmának támogatásához. 1908-ban a székhely a brassói Michael Weiss utca 22. szám alá, a Kapu utca sarkán álló új épületbe költözött. 1929-ben összeolvadt a Nagyszebeni Általános Takarékpénztárral (Hermannstädter Allgemeine Sparkasse).

## A székhely épülete
A Michael Weiss és a Kapu utca kereszteződésénél volt egykor a gazdag és befolyásos Hirscher család 1545-ben épült kétszintes háza. A 20. század elején lebontották, és Albert Schuller városi építész vezetésével 1906–1908 között itt építették fel a Szász Nemzeti Bank székhelyéül szolgáló háromszintes épületet. Ez Brassó legelső szecessziós stílusú épülete.
A bank megszűnése után, az 1930-as években az épület egy svéd áramszolgáltató cég székhelye volt, amely kiépítette a város villanyhálózatát. 1948-ban államosították, a kommunizmus alatt különböző intézmények és üzletek működtek benne. 1990–1999 között a Bancorex helyi fiókjának székhelye volt, a Bancorex csődje után visszakerült a város tulajdonába. Jelenleg elhagyatottan és omlásveszélyesen áll, felújítására nincs pénz.
Az épület sarkán elhelyezett szarvasagancs még a régi Hirscher-házról származik, és a család címerére utal. A homlokzatra Friedrich Mieß egy Apollonia Hirschert ábrázoló freskót festett, ezt az 1970-es években Gisela Richter restaurálta, de mára már szinte teljesen lekopott. Ugyancsak az enyészeté lettek a díszes keretekben elhelyezett, német nyelvű idézetek (például Arbeit ist des Bürgers Zierde, Segen ist der Mühe Preis vagy Spare in der Zeit, so hast Du in der Not).
A romániai műemlékek jegyzékében a BV-II-m-A-11595 sorszámon tartják nyilván.